# Двадцять шоста поправка до Конституції США

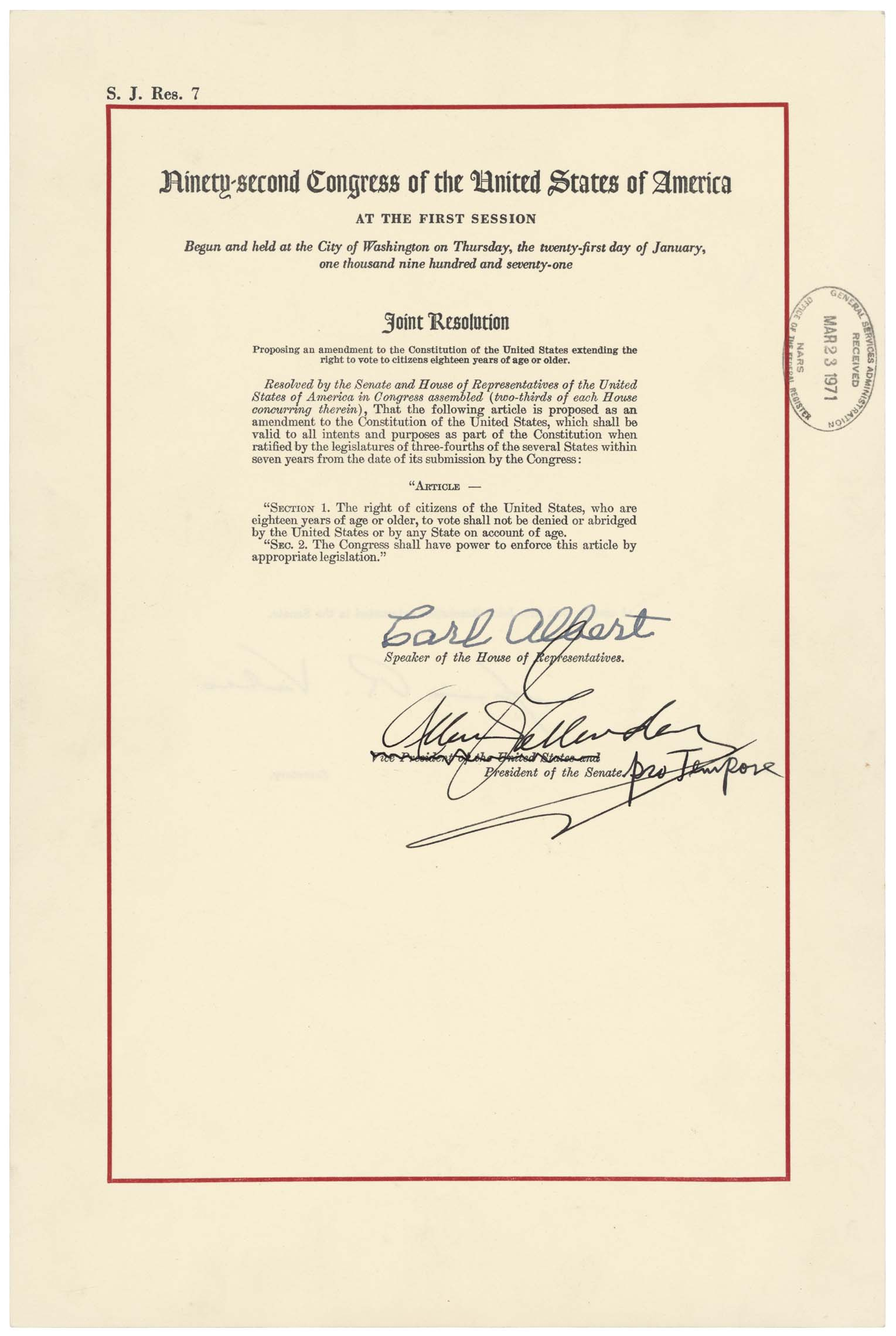
Двадцять шоста поправка до Конституції США

Двадцять шоста поправка до Конституції США (англ. Twenty-sixth Amendment to the United States Constitution) вступила в силу 1 липня 1971 року. Вона знижувала вік виборців до 18 років.

## Текст поправки
| 1. Право громадян Сполучених Штатів, які досягли 18 років, голосувати не повинне заперечуватися чи обмежуватися Сполученими Штатами або окремими штатами на підставі віку. 2. Конгрес має право забезпечувати виконання цієї статті відповідним законодавством. Оригінальний текст (англ.) 1. The right of citizens of the United States, who are eighteen years of age or older, to vote shall not be denied or abridged by the United States or by any State on account of age. 2. The Congress shall have the power to enforce this article by appropriate legislation. |

## Історичне тло і значення
Ця поправка була важливою для студентського руху, оскільки його учасники декларували, що якщо вони достатньо дорослі, щоб бути висланими на війну, проти якої вони виступали, то вони повинні бути досить дорослими, щоб голосувати проти і мати голос у своєму уряді.
Різні владні обличчя підтримували зниження віку виборців протягом середини XX століття, але не змогли досягти законодавчого імпульсу, необхідного для прийняття поправки до Конституції. Прагнення знизити вік голосування з 21 до 18 років зросло по всій країні протягом 1960-х років, що в значній мірі було спричинене військовим призовом під час війни у В'єтнамі, а також рухом студентського активізму. Призов забирав юнаків віком від 18 до 21 років до збройних сил, насамперед армії США, для служіння або підтримки військових бойових дій у В'єтнамі. Поширеним гаслом прихильників зниження віку виборчого голосу було "досить дорослий для боротьби - достатньо дорослий для голосування".
Конгрес знизив національний вік голосування до 18 років у законопроєкті 1970 року, який розширив Закон про права голосу, але згодом Верховний суд у справі Орегон проти Мітчелла ухвалив, що Конгрес не міг знизити вік голосування на виборах у країні та на місцевих виборах. Незабаром після цього рішення Конгрес запропонував, а штати ратифікували Двадцять шосту поправку, яка конституційно захищає права виборців для осіб віком від 18 до 21 років.

### Попереднє законодавство
Сенатор Харлі Кілгор почав виступати за зниження віку голосування в 1941 р. у 77-му Конгресі. Незважаючи на підтримку колег-сенаторів, представників та першої леді Елеонори Рузвельт, Конгрес не зміг провести жодних національних змін. Однак громадська зацікавленість у зниженні виборчого віку стала проблемою на місцевому рівні. У 1943 та 1955 роках законодавчі органи штату Джорджія та Кентуккі вжили заходів щодо зниження віку виборців до 18 років.
Президент Дуайт Ейзенхауер у своєму зверненні до штатів в 1954 р. став першим президентом, який публічно підтримав скасування вікових меж виборчого права для тих, кому 18 і більше років. Протягом 1960-х років як Конгрес, так і легіслатури штатів зазнали посилення тиску щодо зниження мінімального віку для голосування з 21 до 18 років. Це значною мірою було зумовлено війною у В'єтнамі , в якій багато молодих чоловіків, які не мали права голосувати, воювали там. "Досить дорослий, щоб воювати - достатньо дорослий, щоб голосувати" було загальним гаслом, що простежує своє коріння до Другої світової війни, коли президент Франклін Д. Рузвельт знизив призовний вік до вісімнадцяти років.
У 1963 році Комісія президента з питань реєстрації та участі у голосуванні у своєму звіті перед президентом Джонсоном надалі заохочувала розглянути питання про зниження віку голосування. Історик Томас Х. Ніл стверджує, що перехід до зниження віку для голосування йшов за історичною закономірністю, подібною до інших розширень виборчих прав.
У 1970 році сенатор Тед Кеннеді запропонував внести зміни до Закону про права голосу 1965 року, щоб знизити вік виборців на національному рівні.  22 червня 1970 р. Президент Річард Ніксон підписав розширення Закону про права голосу 1965 року, який вимагав віку виборців бути 18 у всіх федеральних, державних та місцевих виборах. У своїй заяві про підписання розширення Ніксон сказав:
Незважаючи на сумніви щодо конституційності цього положення, я підписав законопроєкт. Я доручив Генеральному прокурору всебічно співпрацювати в прискоренні швидкого судового випробування конституційності "18-річного положення".
Згодом Орегон і Техас оскаржили закон у суді, і справа надійшла до Верховного суду в 1970 році як справа "Орегон проти Мітчелла". До цього часу чотири штати мали мінімальний вік голосування нижче 21 року: Джорджія, Кентуккі, Аляска та Гаваї

### Орегон проти Мітчелла
Протягом дебатів щодо розширення закону про права голосу 1970 року сенатор Тед Кеннеді стверджував, що Застереження про рівний захист Чотирнадцятої поправки дозволяє Конгресу прийняти національне законодавство про зниження віку голосування. У рішенні "Катценбах проти Моргана" 1966 року Верховний суд постановив, що "якщо Конгрес вживе заходи для забезпечення виконання Чотирнадцятої поправки шляхом прийняття закону, який декларує, що вид штатського закону дискримінує певне коло осіб, то Верховний Суд залишить закон в силі, якщо судді зможуть "прийняти за основу" дії Конгресу ".
Президент Ніксон не погодився з Кеннеді. У листі до спікера Палати та лідерів палати меншості й більшості він запевнив, що питання полягає не в тому, чи слід знижувати вік голосування, а в тому - яким чином.
У власній інтерпретації справи Каценбах Ніксон стверджував, що включити вік як щось дискримінаційне було б занадто великим натягненням і висловив занепокоєння тим, що шкода від рішення Верховного Суду про скасування Закону про права голосу може бути катастрофічною.
У справі "Орегон проти Мітчелла" (1970) Верховний суд розглянув питання конституційнійності положень, які Конгресом вніс до Закону про права голосу в 1970 році. Суд скасував положення, які встановлювали 18 років як виборчий вік на виборах у штатах та на місцях. Однак Суд підтримав положення про встановлення віку виборів у 18 років на федеральних виборах. Верховний Суд був глибоко розділений у цій справі, і більшість суддів не погодилися з обґрунтуванням такого проведення.
Це рішення призвело до того, що штати змогли зберегти 21 як вік виборців на штатських і місцевих виборах, але при цьому вимагалось складання окремих списків виборців, щоб виборці віком від 18 до 20 років могли голосувати на федеральних виборах.

### Противники
Хоча Двадцять шоста поправка й була прийнята швидше, ніж будь-яка інша поправка до конституції, приблизно 17 штатів відмовилися вживати заходів щодо зниження свого мінімального віку виборчих голосів після того, як Ніксон підписав розширення 1970 року до Закону про права голосу  Противники розширення права голосування на молодь ставили під сумнів зрілість та відповідальність людей у віці 18 років. Професор Вільям Г. Карлтон цікавився, чому саме голосування пропонувалося для молоді в той час, коли період юності почав зростати настільки більш суттєво, ніж це було у минулому, коли люди мали більше обов'язків у більш ранньому віці. Карлтон також розкритикував рух за зниження голосів, посилаючись на заклопотаність американців молоддю в цілому, перебільшену залежність від вищої освіти і ототожнення технологічних знань з відповідальністю та інтелектом. Він також заперечив аргумент військової служби, назвавши це «кліше». Враховуючи вік солдатів у громадянській війні, він запевняв, що грамотність та освіта не є підставою для обмеження голосування. Швидше, здоровий глузд і здатність розуміти політичну систему стали ґрунтом для вікових обмежень для голосування.
Джеймс Дж. Кілпатрік, політичний оглядач, стверджував, що штати "вимагали грошей за ратифікацію Двадцять шостої поправки". У своїй статті він стверджував, що, прийнявши розширення 1970 року до Закону про права голосу, Конгрес фактично змусив штати ратифікувати поправку, щоб вони не були вимушені фінансово та бюрократично справлятися із веденням двох реєстрів виборців.  Джордж Галлап також згадує вартість реєстрації у своїй статті, що показувала відсоткову долю тих, хто підтримував або був проти поправки. Крім того він звертає особливу увагу на більш низькі показники рівня підтримки серед дорослих віком 30–49 років та старше 50 років (57% та 52% відповідно) на відміну від людей, віком 18–20 та 21–29 років (84% та 73% відповідно).

## Пропозиція та ратифікація

### Прохід через конгрес
10 березня 1971 р. Сенат проголосував 94–0 за пропозицію поправки до Конституції, яка гарантує, що мінімальний вік для голосування не може перевищувати 18 років. 23 березня 1971 року Палата представників проголосувала 401–19 на користь запропонованої поправки.
| 1971 Палата представників Двадцять сьома поправка. Голос: | Партія       | Партія          | Всі голоси  |
| 1971 Палата представників Двадцять сьома поправка. Голос: | Демократична | Республіканська | Всі голоси  |
| --------------------------------------------------------- | ------------ | --------------- | ----------- |
| За                                                        | 236          | 165             | 401 (92,6%) |
| Проти                                                     | 7            | 12              | 19 (4,4%)   |
| Не голосували                                             | 10           | 3               | 13 (3%)     |
| Вакантний                                                 | 0            | 0               | 2           |
| Результат: Прийнято                                       |              |                 |             |

### Ратифікація штатами
Після прийняття 92-м Конгресом Сполучених Штатів запропонованої Двадцять шостої поправки, вона була направлена до законодавчих органів штатів. Ратифікація була завершена 1 липня 1971 р., після ратифікації поправки наступними 38 штатами:
Коннектикут: 23 березня 1971 року,
Делавер: 23 березня 1971 року,
Міннесота: 23 березня 1971 року,
Теннессі: 23 березня 1971 року,
Вашингтон: 23 березня 1971 року,
Гаваї: 24 березня 1971 року,
Массачусетс: 24 березня 1971 року,
Монтана: 29 березня 1971 року,
Арканзас: 30 березня 1971 року,
Айдахо: 30 березня 1971 року,
Айова: 30 березня 1971 року,
Небраска: 2 квітня 1971 року,
Нью-Джерсі: 3 квітня 1971 року,
Канзас: 7 квітня 1971 року,
Мічиган: 7 квітня 1971 року,
Аляска: 8 квітня 1971 року,
Меріленд: 8 квітня 1971 року,
Індіана: 8 квітня 1971 року,
Мен: 9 квітня 1971 року,
Вермонт: 16 квітня 1971 року,
Луїзіана: 17 квітня 1971 року,
Каліфорнія: 19 квітня 1971 року,
Колорадо: 27 квітня 1971 року,
Пенсільванія: 27 квітня 1971 року,
Техас: 27 квітня 1971 року,
Південна Кароліна: 28 квітня 1971 року,
Західна Вірджинія: 28 квітня 1971 року,
Нью-Гемпшир: 13 травня 1971 року,
Аризона: 14 травня 1971 року,
Род-Айленд: 27 травня 1971 року,
Нью-Йорк: 2 червня 1971 року,
Орегон: 4 червня 1971 року,
Міссурі: 14 червня 1971 року,
Вісконсін: 22 червня 1971 року,
Іллінойс: 29 червня 1971 року,
Алабама: 30 червня 1971 року,
Огайо: 30 червня 1971 року,
Північна Кароліна: 1 липня 1971 року.
Ратифікована трьома четвертими штатів (38), Двадцять шоста поправка стала частиною Конституції. 5 липня 1971 року Адміністратор загальних служб , Роберт Кюнзіг, завірив її прийняття. Президент Ніксон та Джуліанна Джонс, Джозеф В. Лойд-молодший та Пол С. Лаример із "Молоді американці в згоді" також підписали сертифікат як свідки. Під час церемонії підписання, яка відбулася в Східному залі в Білому домі, Ніксон виказав свою впевненість в молоді Америки.
Сьогодні, зустрічаючи цю групу, я відчуваю, що ми можемо бути впевнені, що нові виборці в Америці, молоде покоління Америки, забезпечать те, що потрібно Америці, коли ми наближаємось до нашого 200-річчя, не тільки силу, і не просто багатство, а Дух 76-го року, дух моральної мужності, дух високого ідеалізму, в якому ми віримо в американську мрію, але в якому ми усвідомлюємо, що американська мрія ніколи не може бути здійснена, поки кожен американець не має рівних шансів здійснити її у своєму житті.
Згодом поправка була ратифікована наступними штатами, що призвело до збільшення кількості ратифікуючих штатів до сорока трьох:
Оклахома: 1 липня 1971 року,
Вірджинія: 8 липня 1971 року,
Вайомінг: 8 липня 1971 року,
Джорджія: 4 жовтня 1971 року,
Південна Дакота: 4 березня 2014 р..
Штати Флорида, Кентуккі, Міссісіпі, Невада, Нью-Мексико, Північна Дакота та Юта не вживали жодних заходів по ратифікації.